# 라지에유프군

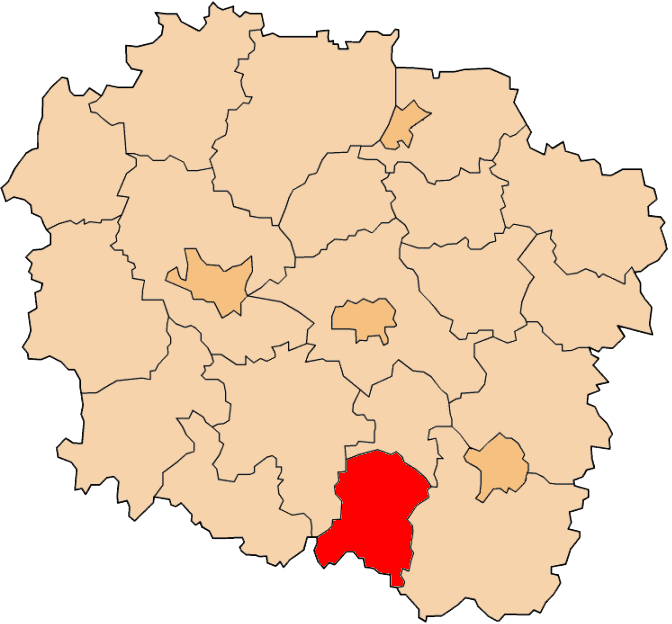
쿠야비포모제주 지도에 표시된 라지에유프군의 위치

라지에유프군(폴란드어: powiat radziejowski)은 폴란드 쿠야비포모제주에 위치한 군으로 군청 소재지는 라지에유프이며 면적은 607km2, 인구는 40,546명(2019년 기준), 인구 밀도는 67명/km2이다.
북쪽으로는 알렉산드루프군, 동쪽으로는 브워츠와베크군, 남쪽으로는 비엘코폴스카주 코워군, 코닌군, 북서쪽으로는 이노브로츠와프군과 접한다. 7개 지방 자치체(1개 도시, 1개 도시형 농촌, 5개 농촌)를 관할한다.

군기
군 문장